# In'oya
In'oya est une entreprise française de dermo-cosmétiques fondée en 2011 ciblant ses recherches sur les spécificités des peaux noires, mates et métissées.
En s'appuyant sur le génie génétique et ses travaux de recherche scientifique sur la mélanogenèse, le laboratoire In'oya a découvert les processus qui conduisaient à l'apparition de taches sur les peaux pigmentées et breveté une molécule destinée à traiter ces taches.

## Historique
En 2011, le laboratoire In'oya est créé par Abd Haq Bengeloune, un jeune ingénieur biomédical d'origine sénégalaise, entouré d'une équipe de chercheurs marseillais du CNRS de Saint-Jérôme et de l'INSERM de la Faculté de pharmacie de la Timone. L'objectif est de mettre en place un soin anti-taches tenant compte des gènes spécifiques aux peaux pigmentées,.
En 2013, Crédit Agricole Alpes-Provence Création entre dans le capital du Laboratoire In'oya.[source secondaire nécessaire]
En 2014, le Laboratoire In'oya développe une innovation technologique capable de bloquer l'enzyme TYRP1 ainsi que la Tyrosinase pour agir sur les taches d'hyperpigmentation.
En 2015, le Laboratoire In'oya se lance dans la commercialisation de ses produits auprès des pharmacies françaises.